# 7638 جلادمان
7638 جلادمان هو حزام كويكبات رئيسي، تم اكتشافه في 26 أكتوبر من عام 1984. وقد اكتشفه العالم الفلكي إدوارد بويل.

## تسميته
تمت تسمية حزام الكويكبات هذا نسبة إلى العالم الفلكي بريت جلادمان وذلك تكريماً له على إنجازاته واكتشافاته العديدة في علم الفلك.

## وصلات خارجية
- JPL Small-Body متصفح قاعدة بيانات جلادمان 7638